# Ал Рам
Ал Рам је град у Палестини, на Западној обали реке Јордана, који се налази североисточно од Јерусалима, у близини општинске границе. Насеље је део изграђеног градског дела Јерусалима, индустријска зона Атарот и Бет Ханина су на западу, а са Неве Јаковом граничи се на југу. Површина грађевинског земљишта је 3.289 дунума. Према Палестинском Државном заводу за статистику град је 2006. имао 25.595 становника. Шеф месног већа у Ал Раму процењује да тамо живи 58.000 људи, од којих више од половине поседује личне карте Израела.

## Доба Британског мандата над Палестином
У време пописа становништва у Палестини (1922) који су спровеле власти британског мандата, Ал Рам је имао 208 становника, од којих су сви били муслимани. до следећег пописа становништва у Палестини (1931) тај број је порастао на 262, од којих су сви били муслимани који су живели у 51 домаћинству. Ал Рам је тешко пострадао у земљотресу 1927.
Према статистичким подацима о селима Палестине, које је прикупила влада Британског мандата над Палестином (1945), популација Ер Рама је достигла број од 350, а и даље су сви били муслимани, док је површина земље која је припадала селу била 5.598 дунама. За плантаже и земљиште које је наводњавано коришћено је 441 дунума, а за житарице 2.291, док је 14  дунума било грађевинско земљиште (под кућама).